# The Fast and the Furious (soundtrack)
The Fast and the Furious: Original Motion Picture Soundtrack is de originele soundtrack van de film The Fast and the Furious. Het album werd uitgebracht op 5 juni 2001 door Murder Inc. Records.
Het album bevat muziek van verschillende artiesten die in de film zijn gebruikt. De muziek bestaat voornamelijk uit hiphop.

## Nummers
1. Good Life (Remix) - Faith Evans, Caddillac Tah, Ja Rule & Vita (3:59)
2. Pov City Anthem - Caddillac Tah (4:53)
3. When a Man Does Wrong - Ashanti (4:50)
4. Race Against Time Part 2 - Tank & Ja Rule (5:10)
5. Furious - Ja Rule, 01 & Vita (4:18)
6. Take My Time Tonight - R. Kelly (4:29)
7. Suicide - Scarface & I.G. (3:53)
8. The Prayer Black Child (3:38)
9. Tudunn Tudunn Tudunn (Make U Jump) - Funkmaster Flex & Noreaga (2:41)
10. Hustlin'  - Fat Joe & Armageddon (3:18)
11. Freestyle - Boo & Gotti (2:52)
12. Rollin' (Urban Assault Vehicle) - Limp Bizkit (6:18)
13. Life Ain't a Game - Ja Rule (3:32)
14. Cali Diseaz - Shade Sheist & Nate Dogg (4:00)
15. Didn't I - Petey Pablo (4:03)
16. Put It On Me (Remix) - Ja Rule, Lil' Mo & Vita (4:42)
17. Justify My Love - Vita & Ashanti (5:35)

## Hitnoteringen
| Hitlijst                               | Hoogste positie |
| -------------------------------------- | --------------- |
| Amerikaanse albums (Billboard 200)     | 7               |
| Australische albums (ARIA)             | 33              |
| Duitse albums (Offizielle Top 100)     | 19              |
| Franse albums (SNEP)                   | 99              |
| Nieuw-Zeelandse albums (RMNZ)          | 19              |
| Oostenrijkse albums (Ö3 Austria)       | 26              |
| Vlaamse albums (Ultratop)              | 39              |
| Waalse albums (Ultratop)               | 50              |
| Zwitserse albums (Schweizer Hitparade) | 76              |

## More Fast and Furious
More Fast and Furious: Music from and Inspired by the Motion Picture The Fast and the Furious is de tweede soundtrack van de film The Fast and the Furious. Het album werd uitgebracht op 18 december 2001 door Island Records.
Het album bevat muziek van en geïnspireerd door de film van verschillende artiesten die voornamelijk bestaat uit alternatieve rock en elektronische muziek. Ook zijn er drie nummers op het album voorzien van de originele filmmuziek gecomponeerd door BT.

## Nummers
1. Superstar - Saliva (4:09)
2. Faithless - Injected (3:22)
3. Crawling In the Dark - Hoobastank (2:56)
4. Dominic's Story - BT (1:44)
5. This Life - Primer 55 (3:28)
6. Crashing Around You - Machine Head (3:15)
7. Idi Banashapan - Roni Size (4:15)
8. Lock It Down - Digital Assasins (3:50)
9. Race Wars - BT (3:18)
10. Click Click Boom - Saliva (4:13)
11. Shelter - Greenwheel (3:37)
12. Watch Your Back - Benny Cassette (3:03)
13. Polkas Palabras - Molotov (3:21)
14. The Fast and the Furious Theme - BT (6:37)